# Argillipes
Argillipes — рід викопних птахів родини Фазанові (Phasianidae), що мешкав у еоцені. Скам'янілі рештки знайшли у пластах формації London Clay на сході Англії, що датуються 56-49 млн років. Належність до фазанових  у деяких дослідників викликає сумнів.
Відомо два види:
- Argillipes aurorum, Harrison & Walker, 1977.
- Argillipes paralectoris, Harrison & Walker, 1977.